# ブライト・ディライト・タイム
『ブライト・ディライト・タイム』は宝塚歌劇団のショー作品。雪組公演。形式名は「グランド・ショー」。宝塚・東京は24場。作・演出は三木章雄。併演作品は『天守に花匂い立つ』。

## 公演期間と公演場所
- 1990年1月1日 - 2月13日　宝塚大劇場[1]
- 1990年4月5日 - 4月29日　東京宝塚劇場[2]
- 1990年9月8日 - 9月30日　地方公演[3]（9月8日・高松、10日・守山、11日・半田、12日・松阪、14日・豊田、15日・亀山、16日・安城、18日・川口、19日・日立、21-23日・仙台、24日・多賀城、26日・市川、27日・茅ヶ崎、29日・八日市、30日・鯖江）

## 解説
※宝塚100年史（舞台編）の宝塚大劇場公演参考。
輝かしい（ブライト）喜びに満ちた（ブライト）時（タイム）を皆様と共有できたらという願いを込めたショー作品。ジャズやロック、ゴスペルなどの音楽を各々ショート・ストーリーに乗せ、ある時は激しく、ある時は優しく、またある時は美しく奏でる、1990年代の幕開けにふさわしい、明るく楽しい作品。杜けあきがフィナーレで「ザッツ・ライフ」を歌った。

## スタッフ（宝塚・東京）
※氏名の後ろに「宝塚」「東京」の文字がなければ両劇場共通。
- 作曲・編曲：寺田瀧雄・高橋城・西村耕次
- 音楽指揮：橋本和明（宝塚）、北沢達雄（東京）
- 振付：羽山紀代美・朱里みさを・小井戸秀宅・須山邦明
- 装置：大橋泰弘
- 衣装：任田幾英
- 照明：今井直次
- 小道具：万波一重
- 効果：中屋民生
- 音響監督：松永浩志
- 演出助手：中村暁・木村信司
- 舞台進行：渡辺勝彦
- 制作：高野賢一
- 製作：津村健二（東京）

## 配役

### 宝塚・東京
※宝塚・東京共通。
- ストレンジャー、ロミオ、ギャンブラー、歌手 - 杜けあき
- スター、ギャング、ジゴロ、歌う青年 - 一路真輝
- ジュリエット、少女、歌う娘 - 鮎ゆうき
- 教師 - 真咲佳子
- ゴースト・エンペラ、ゴッド・ファーザー、紳士 - 北斗ひかる
- 歌手 - 箙かおる・古代みず希
- ゴーストA - 飛鳥裕・名月かなで
- ディスコ・クィーン、レディ・マドンナ、淑女 - 仁科有理
- ボーイトリオ、ディスコ・キング、ジゴロ - 海峡ひろき
- ボーイ・トリオ、スーパー・セーラー、ジゴロ - 高嶺ふぶき・轟悠
- バレリーナ - 五峰亜季